# Buseckita
La buseckita és un mineral de la classe dels sulfurs, que pertany al grup de la wurtzita. Rep el nom en honor del professor Peter Buseck, de la Universitat Estatal d'Arizona, per la seva tasca sobre la geoquímica i la mineralogia de diversos tipus de meteorits.

## Característiques
La buseckita és un sulfur de fórmula química (Fe,Zn,Mn)S. Va ser aprovada com a espècie vàlida per l'Associació Mineralògica Internacional l'any 2011. Cristal·litza en el sistema hexagonal. És l'anàleg amb ferro de la wurtzita i la rambergita.
Segons la classificació de Nickel-Strunz, la buseckita pertany a «02.CB - Sulfurs metàl·lics, M:S = 1:1 (i similars), amb Zn, Fe, Cu, Ag, etc.» juntament amb els següents minerals: coloradoïta, hawleyita, metacinabri, polhemusita, sakuraiïta, esfalerita, stil·leïta, tiemannita, rudashevskyita, calcopirita, eskebornita, gal·lita, haycockita, lenaïta, mooihoekita, putoranita, roquesita, talnakhita, laforêtita, černýita, ferrokesterita, hocartita, idaïta, kesterita, kuramita, mohita, pirquitasita, estannita, estannoidita, velikita, chatkalita, mawsonita, colusita, germanita, germanocolusita, nekrasovita, estibiocolusita, ovamboïta, maikainita, hemusita, kiddcreekita, polkovicita, renierita, vinciennita, morozeviczita, catamarcaïta, lautita, cadmoselita, greenockita, wurtzita, rambergita, cubanita, isocubanita, picotpaulita, raguinita, argentopirita, sternbergita, sulvanita, vulcanita, empressita i muthmannita.

## Formació i jaciments
Va ser descoberta al meteorit Zaklodzie, un meteorit de 8,68 quilograms recollit en el mes de setembre de 1998 a la localitat de Zamość, al Voivodat de Lublin, Polònia. Aquest es l'únic indret de tot el planeta on ha estat trobada aquesta espècie mineral.